# Giaura lichenosa
Giaura lichenosa är en fjärilsart som beskrevs av George Francis Hampson 1896. Giaura lichenosa ingår i släktet Giaura och familjen trågspinnare. Inga underarter finns listade i Catalogue of Life.